# Святой Кирилл

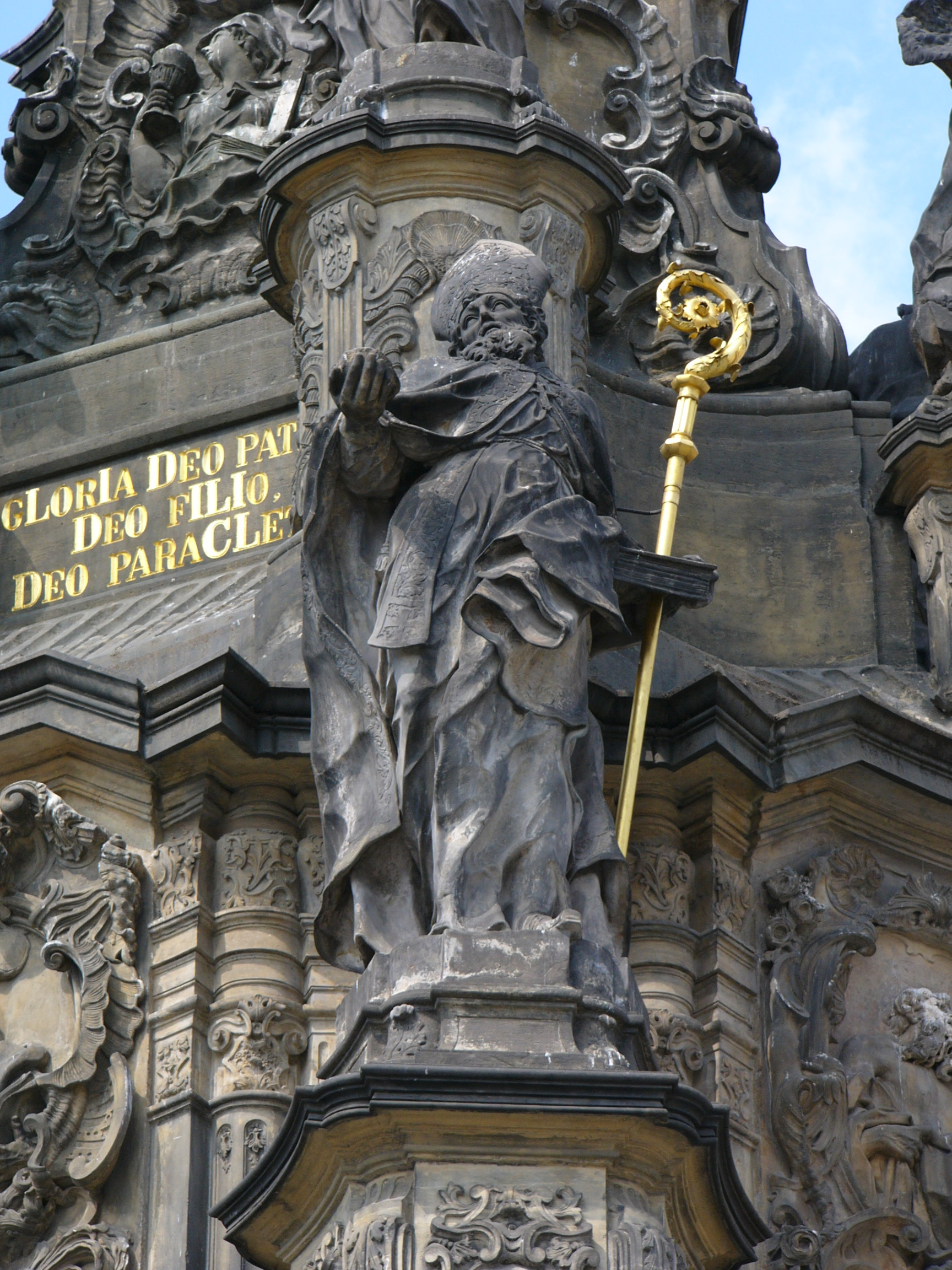
Святой Кирилл на Колонне Пресвятой Троицы (Оломоуц).

Кири́лл (ст.‑слав. Кѷрїллъ, до схимы Константи́н (ст.‑слав. Кѡнстантїнъ), по прозвищу Фило́соф (ст.‑слав. Фїлософъ); 827, Фессалоники — 14 февраля 869, Рим) — святой, равноапостольный, византийский миссионер. Вместе с братом Мефодием является создателем перевода Евангелия с греческого на старославянский язык.

## Биография
Родился в Фессалониках в семье полкового командира друнгария Льва, сына попавшего в опалу и сосланного в Фессалию столичного вельможи, но в 12 лет осиротел и стал воспитанником влиятельного логофета Феоктиста, опекуна малолетнего императора Михаила III. Проявив еще в детстве выдающиеся способности, обучался у лучших учителей Константинополя философии, диалектике, геометрии, арифметике, риторике, астрономии, а также разным языкам. По окончании учения, отказавшись заключить весьма выгодный брак с крестницей логофета Ириной, был посвящён во чтеца и поступил на службу хартофилаксом (буквально «хранителем библиотеки»; реально это равнялось современному званию академика) при соборе Святой Софии в Константинополе. Но, пренебрёгши выгодами своего положения, удалился в один из монастырей на черноморском побережье. Некоторое время жил в уединении. Затем он почти насильно был возвращён в Константинополь и определён преподавать философию в том же Магнаврском университете, где недавно учился сам (с тех пор за ним и укрепилось прозвище Константин Философ). На одном из богословских диспутов Кирилл одержал блестящую победу над многоопытным вождём иконоборцев, бывшим патриархом Иоанном VII «Аннием», что принесло ему широкую известность в столице.
Согласно памятникам «Успению Кирилла» и «Солунской легенде», в середине IX века Константин на реке Брегальнице обратил в христианство многих славян. Это сообщение подвергалось сомнению, так как река находилась на территории Болгарского царства, а потому византийцы не могли свободно крестить столь большое количество людей. Также аргументом в пользу ложности данных служит тот факт, что жители района возле Брегальницы не пожелали креститься в 865 году и дали отпор Борису I. Также язычники сопротивлялись постройке на реке христианских храмов.
В 852 году (по другим данным, в 855-м) был отправлен в Багдад ко двору аббасидского халифа Аль-Мутаваккиля для диспута с мусульманскими богословами, оказавшими ему уважение и отдавшими должное его учености и знанию Корана.
В 856 году логофет Феоктист, бывший покровителем Константина, был убит. Константин вместе со своими учениками Климентом, Наумом и Ангеларием пришёл в монастырь, где был настоятелем его брат Мефодий. В этом монастыре вокруг Константина и Мефодия сложилась группа единомышленников и зародилась мысль о создании славянской азбуки.

Обретение Кириллом и Мефодием мощей св. Климента. Миниатюра из Менология императора Василия II, XI в.

В 860 году Константин направлен с миссионерскими целями ко двору хазарского кагана. Согласно житию, посольство было направлено в ответ на просьбу кагана, обещавшего, если его убедят, принять христианство. Во время пребывания в Корсуни (фема Херсон) Константин, готовясь к полемике, изучил еврейский язык, самаритянское письмо, а наряду с ними какое-то «русьское» письмо и язык, с помощью приобретенных Евангелия и Псалтири на этом языке и общения с его носителем (полагают, что в житии описка и вместо «русьские» письмена следует читать «сурьские», то есть сирийские — арамейские; другой вариант - что речь идет о готской Библии и готском языке; во всяком случае это не древнерусский язык, который в те времена не выделяли из общеславянского, македонским диалектом которого Кирилл владел едва ли не как вторым родным).
За время пребывания в Херсоне он организовал обретение мощей святого римского папы Климента Римского, ставших с тех пор главной городской святыней и покровителем херсонитов. Т. н. «итальянская легенда» об этом событии нашла отражение в латинском сочинении «Vita cum translatione S. Clementis» (нач. XII в.), принадлежащем перу хрониста и агиографа Льва Марсиканского, основным источником для которого послужил труд Гаудериха, епископа Веллетри, предположительно использовавшего, в свою очередь, славянское «Житие Константина», написанное учеником Кирилла Климентом Охридским и в 880 году привезённое в Рим Мефодием.
Диспут Константина с мусульманским имамом и еврейским раввином, состоявшийся в присутствии кагана, согласно «Житию» кончился победой Константина, однако каган веру не поменял. Арабские источники и «Письмо Иосифа» дают иную картину: победителем в диспуте был признан раввин, который стравил Константина с имамом и, выждав, когда они дискредитируют друг друга перед каганом во взаимном споре, затем доказал кагану преимущества иудейской веры.
В 862 году в Константинополь явились послы от великоморавского князя Ростислава с просьбой прислать учителей, которые «могли бы объяснить нам веру на нашем родном языке». Император и патриарх, призвав солунских братьев, предложили им идти к моравам.
Согласно «Слову о русской грамоте», русская грамота сначала была дарована через некоего русского Константину-Кириллу, но затем везде исчезла и лишь в результате сверхъестественного откровения снова была дарована киевскому князю Владимиру Святославичу.

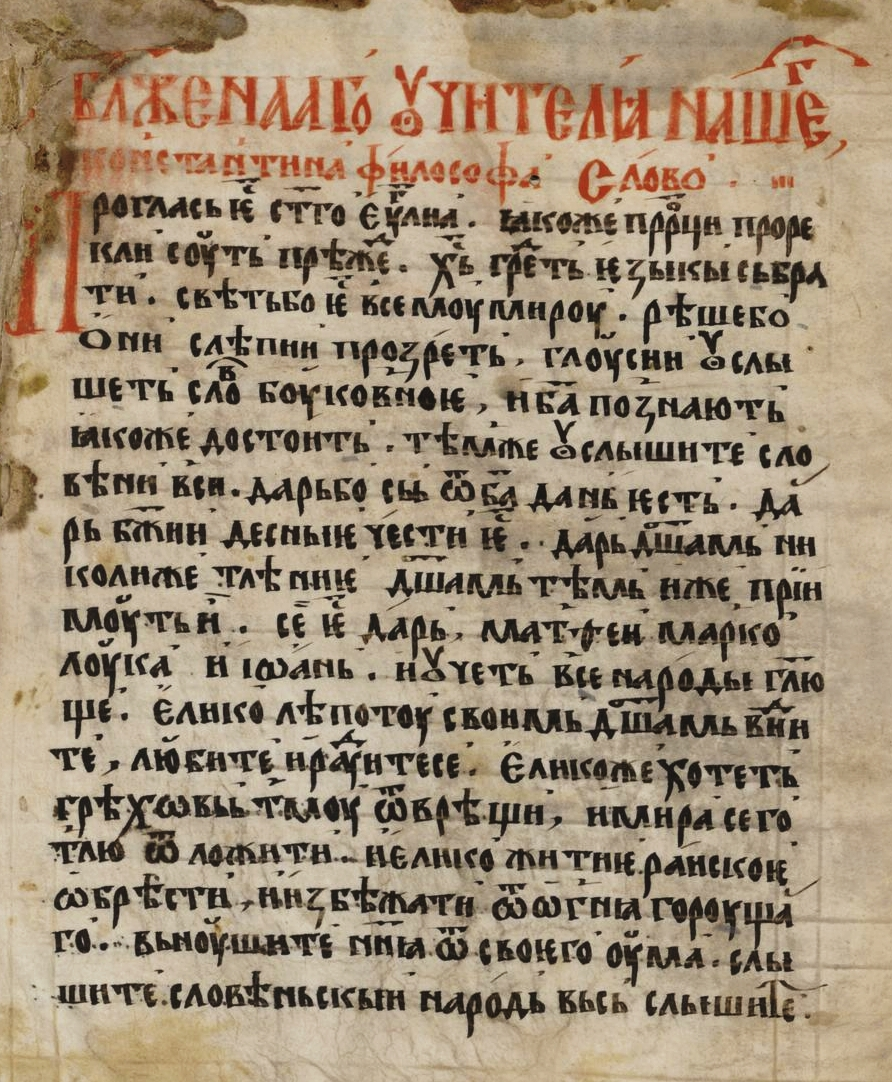
Славянское слово Кирилла Философа — проглась

В Великой Моравии Константин и Мефодий продолжали переводить церковные книги с греческого на славянский язык, обучали славян чтению, письму и ведению богослужения на славянском языке. Братья пробыли в Великой Моравии более трёх лет, а затем отправились с учениками в Рим к папе Римскому. Среди части богословов Западной Церкви сложилась точка зрения, что хвала Богу может воздаваться только на трёх языках, на которых была сделана надпись на Кресте Господнем: еврейском, греческом и латинском. Поэтому Константин и Мефодий, проповедовавшие христианство в Моравии, были восприняты как еретики и вызваны в Рим. Там они надеялись найти поддержку в борьбе против немецкого духовенства, не желавшего сдавать свои позиции в Моравии и препятствовавшего распространению славянской письменности. По дороге в Рим посетили они ещё одну славянскую страну — Паннонию, где находилось Блатенское княжество. Здесь, в Блатнограде, по поручению князя Коцела братья обучали славян книжному делу и богослужению на славянском языке. После того, как Константин передал папе Римскому Адриану II обретённые им в своём херсонесском путешествии мощи святого Климента, тот утвердил богослужение на славянском языке, и переведённые книги приказал положить в римских церквях. Мефодий был рукоположён в епископский сан.
В Риме Константин тяжело заболел, в начале декабря 868 года окончательно слёг, принял схиму и новое монашеское имя Кирилл, и через 50 дней (14 февраля) скончался. Перед смертью он сказал Мефодию: «Мы с тобой, как два вола; от тяжёлой ноши один упал, другой должен продолжать путь».
Похоронен в Риме в церкви Святого Климента.

## Образ в искусстве

### В литературе
- Караславов С.Х. «Солунские братья» (1978—1979) (русскоязычное издание было выпущено под названием «Кирилл и Мефодий» (1987))

### В кино
- «Константин Философ» (1983)
- «Солунские братья» (1989)
- «Кирилл и Мефодий - Апостолы славян» (2013)